# Trznadel rudogłowy
Trznadel rudogłowy (Granativora bruniceps) – gatunek małego ptaka z rodziny trznadli (Emberizidae). Gniazduje w Azji Środkowej, zimuje w Azji Południowej. W 2022 po raz pierwszy stwierdzony w Polsce. Nie jest zagrożony wyginięciem.

## Taksonomia
Po raz pierwszy gatunek opisał Johann Friedrich von Brandt. Opis ukazał się na łamach „Bulletin Scientifique”, czasopisma wydawanego przez Petersburską Akademię Nauk, w 1841. Holotyp pochodził z Turkmenistanu. Autor nadał nowemu gatunkowi nazwę Emberiza bruniceps. Nazwa ta jest obecnie (2021) podtrzymywana przez Międzynarodowy Komitet Ornitologiczny; uznaje on trznadla rudogłowego za gatunek monotypowy. Niektórzy autorzy umieszczają trznadla rudogłowego w rodzaju Granativora, wraz z trznadlem czarnogłowym (G. melanocephala). W okolicy Morza Kaspijskiego zachodzi hybrydyzacja między przedstawicielami tych dwóch gatunków. Trznadel rudogłowy został opisany także pod nazwą Emberiza icterica, również w 1841, jednak opis ukazał się kilka miesięcy później, w związku z czym pierwszeństwo ma nazwa Granativora bruniceps.

## Morfologia
Długość ciała wynosi około 15–16,5 cm, masa ciała 18–34 g. Samiec w szacie godowej jest bardzo charakterystyczny. Wyróżnia się kasztanową głową i piersią oraz żółtym spodem ciała i kuprem. U poszczególnych samców ilość barwy kasztanowej bywa zmienna, całe ciemię może być żółte. Górna część grzbietu żółtozielona, pokryta czarniawymi paskami. Samice i młode nie wyróżniają się, ich upierzenie jest jednolite, z żółtymi pokrywami podogonowymi. Brak bieli na sterówkach. U samic spód ciała może być żółtawy lub białawy po płowy; prawdopodobnie różnice te związane są z wiekiem. Młode i samice bardzo przypominają te u trznadli czarnogłowych; często są nie do odróżnienia w terenie i potrzebna jest analiza DNA. W porównaniu do nich są mniejsze oraz mają bardziej stożkowaty dziób. Rozróżnić je można po wymiarach: jeśli dany ptak ma długość skrzydła mniejszą od 82 mm, zaś długość dzioba od 15,8 mm, jest to najprawdopodobniej trznadel rudogłowy; jeśli długość skrzydła przekracza 87 mm, a dzioba – 16,8 mm, to najpewniej trznadel czarnogłowy.

## Zasięg występowania
Trznadle rudogłowe są wędrowne. Gnieżdżą się na obszarze od międzyrzecza Wołgi i Uralu na wschód po Kazachstan i Ałtaj, zachodnią Mongolię i północno-zachodnie Chiny (Sinciang) i na południe po północno-wschodni Iran, Turkmenistan, północno-zachodni i wschodni Afganistan, Uzbekistan, Tadżykistan i Kirgistan. Zimują w Indiach.
W Polsce po raz pierwszy zaobserwowano go 6 października 2022 w Helu (woj. pomorskie); Komisja Faunistyczna Sekcji Ornitologicznej Polskiego Towarzystwa Zoologicznego zaakceptowała to stwierdzenie i wciągnęła trznadla rudogłowego na Listę awifauny krajowej.

## Ekologia i zachowanie

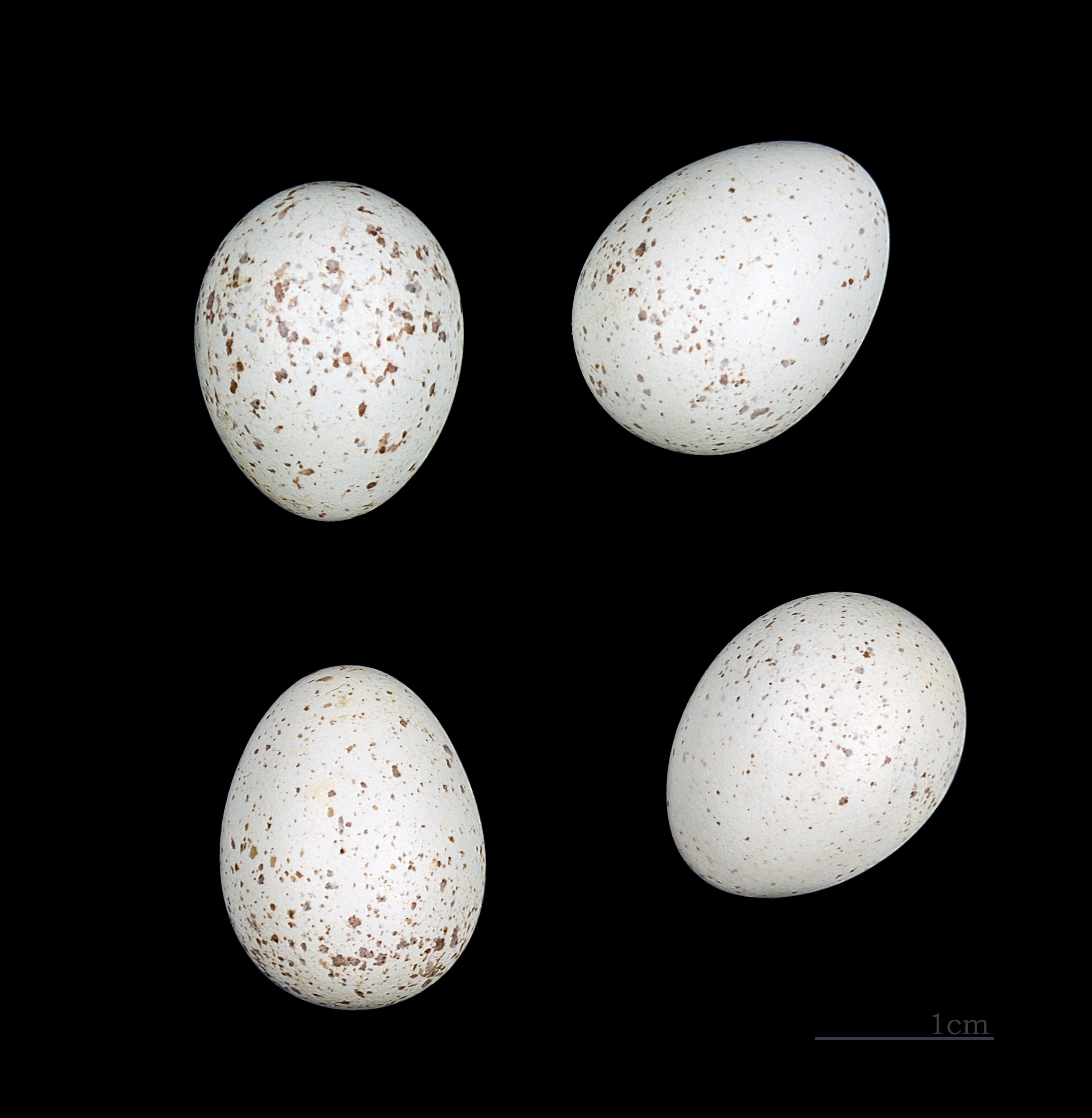
Jaja z kolekcji muzealnej

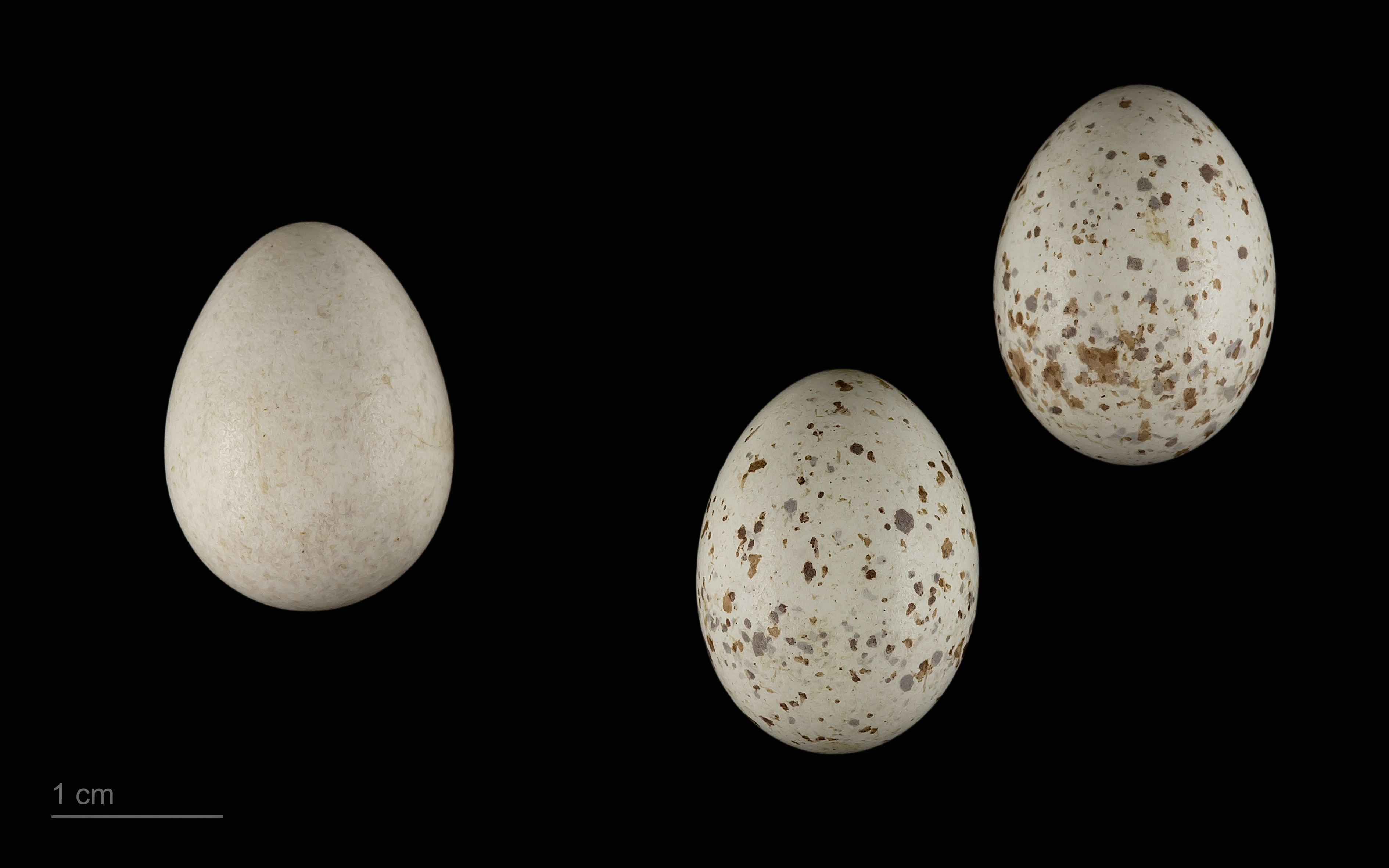
Jajo kukułki i jaja trznadla rudogłowego

Środowiskiem życia są wszelkie skupiska roślin zielnych i krzewów na stepach, półpustyniach i w pustynnych oazach. Pojawiają się również na sztucznie nawadnianych obszarach rolniczych, gdzie przebywają w zakrzewieniach, wzdłuż granic pól, w gajach, na wybrzeżach kanałów, w dolinach rzek i nasadzeniach drzew służących do ochrony przed wiatrem. Żywią się ziarnem, w okresie lęgowym również bezkręgowcami.
Okres lęgowy trwa od maja do sierpnia. Gniazdo buduje wyłącznie samica. Przeważnie ulokowane jest w krzewie, nisko nad ziemią. W zniesieniu od 2 do 5 jaj. Inkubacja trwa 10–14 dni. Młode są karmione przez oboje rodziców, opuszczają gniazdo po 12–13 dniach od wyklucia.

## Status
IUCN uznaje trznadla rudogłowego za gatunek najmniejszej troski (LC, Least Concern) nieprzerwanie od 1988 (stan w 2022). W 2015 organizacja BirdLife International szacowała liczebność populacji europejskiej na 2300–7000 par lęgowych. Ze względu na brak dowodów na spadki liczebności bądź istotne zagrożenia dla gatunku BirdLife International ocenia globalny trend liczebności populacji jako prawdopodobnie stabilny, ale liczebność niewielkiej populacji europejskiej rośnie.